# Tonho Gil
Antônio José Gil, dit Tonho Gil (né le 18 août 1957 à Criciúma), est un footballeur international brésilien, reconverti entraîneur. 
Il participe aux Jeux olympiques d'été de 1984, remportant la médaille d'argent avec le Brésil.
Il remporte également une Copa Libertadores avec le club de Grêmio.

## Biographie

### En club
Tonho Gil joue 15 matchs en Copa Libertadores, inscrivant deux buts. Il remporte cette compétition en 1983 avec Grêmio.

### En équipe nationale
Il participe aux Jeux olympiques d'été de 1984 organisés à Los Angeles. Lors du tournoi olympique, il joue six matchs. Le Brésil est battu en finale par l'équipe de France.

## Palmarès

### équipe du Brésil
- Jeux olympiques de 1984 :
  -  Médaille d'argent.

### SC Internacional
- Copa Libertadores
  - Finaliste : 1980

- Championnat du Brésil
  - Champion : 1979

- Campeonato Gaúcho
  - Vainqueur : 1978 et 1981.

### Grêmio
- Copa Libertadores
  - Vainqueur : 1983

- Coupe intercontinentale
  - Vainqueur : 1983